# Кир Панополски
Флавий Тавър Селевк Кирус (на латински: Flavius Taurus Seleucus Cyrus; на гръцки: Κύρος ὁ Πανοπολίτης) е сенатор и patricius на Източната Римска империя по времето на императрица Елия Евдокия и император Теодосий II. Той е поет на епиграми и философ.

## Биография
Кирус произлиза от египетския град Панополис. Той е два пъти градски префект на Константинопол (426 и 439 г.). През ноември 426 г. става и преториански префект на Изтока. През 441 г. той е сам консул на Римската империя. По време на консулата му той е осъден за езичество и му вземат поста и цялото имущество.
В Хиподрума го честват като „втория основател на Константинопол“. През 443 г. той става епископ в Кютахия във Фригия, но след смъртта на Теодосий през 450 г. той напуска поста си и живее в Константинопол. Маркиан го помилва и му връща имуществото.
Кирус е първият градски префект, който издава нарежданията си на гръцки език и построява много обществени сгради. Заедно с императорската двойка той разширява университета.